# Cameron Puertas
Puertas  Castro est un nom espagnol. Le premier nom de famille, en général paternel, est Puertas ; le second, en général maternel, souvent omis, est Castro.
Pour les articles homonymes, voir Puertas (homonymie).
Cameron Puertas Castro, né le 18 août 1998 à Lausanne en Suisse, est un footballeur espagnol qui joue au poste de milieu de terrain à l'Al-Qadsiah FC.

## Biographie

### En club

#### FC Lausanne
Né à Lausanne en Suisse, Cameron Puertas est formé par le club de sa ville natale, le FC Lausanne-Sport. Il fait sa première apparition avec l'équipe première le 24 novembre 2018 en championnat contre le FC Winterthour. Il est titulaire lors de cette rencontre remportée par son équipe sur le score de cinq buts à un.
Lors de la saison 2019-2020 il participe à la montée du club en première division suisse et glane son premier titre, le club étant sacré champion de deuxième division cette saison-là.
Il découvre donc la Super League lors de la saison 2020-2021. Il joue son premier match dès la première journée, le 20 septembre 2020 face au Servette FC. Il est titulaire et son équipe s'impose par deux buts à un ce jour-là. En octobre 2020, une étude du CIES rapporte que Cameron Puertas est le meilleur tacleur d'Europe depuis le début de saison,.

#### Union Saint-Gilloise
En janvier 2022, il rejoint la Belgique et la Royale Union saint-gilloise qui débourse 1,2 million d'euros et signe un contrat jusqu'en 2025. Il s'impose comme titulaire lors du championnat de Belgique 2023-2024 devenant le meilleur donneur de passes décisives de la compétition belge avec 19 assists pour le championnat belge et un total de 24 toutes compétitions confondues. Il est élu le footballeur pro de l'année 2024 en Belgique.

### En sélections nationales
Cameron Puertas ne cache pas son intérêt pour l'équipe nationale suisse. Cependant, il n'est pas sélectionnable car il ne possède pas la nationalité du pays qui l'a vu grandir. L'entraîneur de l'équipe de suisse espoirs, Mauro Lustrinelli, affirme pourtant qu'une place l'y attend. En 2021, sa demande de naturalisation est à l'arrêt en raison de son casier judiciaire.
Fin juin 2025, des signes positifs laissent entrevoir la possibilité qu'il obtienne enfin un passeport suisse avant la fin de l'année et devienne ainsi une possibilité supplémentaire dans le milieu de terrain pour le sélectionneur Murat Yakin, qui ne cache pas son intérêt pour le joueur présentant un profil rare au sein de l’effectif suisse.

## Statistiques

### En club
| Saison                | Club                  | Championnat           | Championnat | Championnat | Championnat | Coupe(s) nationale(s) | Coupe(s) nationale(s) | Coupe(s) nationale(s) | Supercoupe | Supercoupe | Supercoupe | Compétition(s) continentale(s) | Compétition(s) continentale(s) | Compétition(s) continentale(s) | Compétition(s) continentale(s) | Autres compétitions | Autres compétitions | Autres compétitions | Autres compétitions | Total | Total | Total |
| Saison                | Club                  | Division              | M.          | B.          | P.d.        | M.                    | B.                    | P.d.                  | M.         | B.         | P.d.       | Comp.                          | M.                             | B.                             | P.d.                           | Comp.               | M.                  | B.                  | P.d.                | M.    | B.    | P.d.  |
| 2018-2019             | FC Lausanne-Sport     | Challenge League      | 19          | 2           | 5           | -                     | -                     | -                     | -          | -          | -          | -                              | -                              | -                              | -                              | -                   | -                   | -                   | -                   | 19    | 2     | 5     |
| 2019-2020             | FC Lausanne-Sport     | Challenge League      | 26          | 1           | 2           | 3                     | 0                     | 0                     | -          | -          | -          | -                              | -                              | -                              | -                              | -                   | -                   | -                   | -                   | 29    | 1     | 2     |
| 2020-2021             | FC Lausanne-Sport     | Super League          | 33          | 5           | 5           | 2                     | 0                     | 0                     | -          | -          | -          | -                              | -                              | -                              | -                              | -                   | -                   | -                   | -                   | 35    | 5     | 5     |
| 2021-2022             | FC Lausanne-Sport     | Super League          | 16          | 2           | 1           | 2                     | 1                     | 1                     | -          | -          | -          | -                              | -                              | -                              | -                              | -                   | -                   | -                   | -                   | 18    | 3     | 2     |
| Sous-total            | Sous-total            | Sous-total            | 94          | 10          | 13          | 7                     | 1                     | 1                     | -          | -          | -          | -                              | -                              | -                              | -                              | -                   | -                   | -                   | -                   | 101   | 11    | 14    |
| 2021-2022             | Union Saint-Gilloise  | Division 1A           | 7           | 0           | 0           | -                     | -                     | -                     | -          | -          | -          | -                              | -                              | -                              | -                              | PO1                 | 2                   | 0                   | 0                   | 9     | 0     | 0     |
| 2022-2023             | Union Saint-Gilloise  | Division 1A           | 29          | 4           | 1           | 4                     | 1                     | 0                     | -          | -          | -          | C1+C3                          | 2+7                            | 0+0                            | 0+0                            | PO1                 | 5                   | 0                   | 0                   | 47    | 5     | 1     |
| 2023-2024             | Union Saint-Gilloise  | Division 1A           | 30          | 5           | 16          | 4                     | 0                     | 1                     | -          | -          | -          | C3+C4                          | 8+4                            | 2+1                            | 3+0                            | PO1                 | 10                  | 6                   | 3                   | 56    | 14    | 23    |
| 2024-2025             | Union Saint-Gilloise  | Division 1A           | 3           | 1           | 0           | -                     | -                     | -                     | 1          | 1          | 0          | C1                             | 2                              | 0                              | 0                              | -                   | -                   | -                   | -                   | 6     | 2     | 0     |
| Sous-total            | Sous-total            | Sous-total            | 69          | 10          | 17          | 8                     | 1                     | 1                     | 1          | 1          | 0          | -                              | 23                             | 3                              | 3                              | -                   | 17                  | 6                   | 3                   | 118   | 21    | 24    |
| 2024-2025             | Al-Qadsiah FC         | Saudi Pro League      | 32          | 3           | 9           | 5                     | 2                     | 2                     | -          | -          | -          | -                              | -                              | -                              | -                              | -                   | -                   | -                   | -                   | 37    | 5     | 11    |
| Total sur la carrière | Total sur la carrière | Total sur la carrière | 195         | 23          | 39          | 20                    | 4                     | 4                     | 1          | 1          | 0          | -                              | 23                             | 3                              | 3                              | -                   | 17                  | 6                   | 3                   | 256   | 37    | 49    |

## Palmarès

### En club
| FC Lausanne-Sport - Championnat de Suisse de deuxième division (1) : - Champion : 2020. |  | Union Saint-Gilloise - Championnat de Belgique : - Vice-champion : 2022 et 2024. - Coupe de Belgique (1) : - Vainqueur : 2024. - Supercoupe de Belgique (1) : - Vainqueur : 2024. |  | Al-Qadsiah FC - Coupe du Roi : - Finaliste : 2025. |

### Distinctions individuelles
- Meilleur passeur du championnat de Belgique en 2024 (17 passes décisives).
- Footballeur Pro de l'année en 2024.